# И это всё о нём (фильм)
«И это всё о нём» — советский шестисерийный телевизионный художественный фильм по мотивам одноимённого романа Виля Липатова. Премьерный показ состоялся на Первой программе ЦТ с 24 по 30 марта 1978 года.

## Сюжет
В сибирском посёлке лесозаготовителей при неясных обстоятельствах погибает Евгений Столетов. Смерть предположительно могла наступить в результате неудачного прыжка с железнодорожной платформы, на которой ехал Столетов. Также не исключается, что он был сброшен недавно освободившимся из мест заключения Аркадием Заварзиным, с которым у Столетова были конфликтные отношения.
Столетов был яркой, неординарной личностью, его смерть не даёт покоя обитателям посёлка. Капитан уголовного розыска Прохоров (Евгений Леонов), командированный в посёлок для расследования этого происшествия,  выясняет, что на лесозаготовках имели место махинации с нормами выработки, что давало лесорубам возможность значительно перевыполнять норму и, соответственно, получать неоправданно высокую зарплату. Столетов, как честный человек и как секретарь местной первичной комсомольской организации, при поддержке своих друзей, решил выяснить суть махинаций,  когда комсомольцы бригады во главе со Столетовым объявили «забастовку наоборот» — выполняя план на 250—300 %, они наглядно показали, насколько искусственно занижены сменные задания.
Ситуация осложнилась тем, что Евгений влюблён в дочь Гасилова (организатора махинаций с нормами) Людмилу. Отец Людмилы, понимая, что с мужем-правдолюбцем семейная жизнь будет неустроенной, фактически запретил дочери связывать судьбу с Евгением, убедительно объяснив, сколь тяжёлой будет совместная с ним жизнь. Гасилов пытается убедить дочь в том, что замужество с Петуховым, бесконфликтным и покладистым человеком, будет лучшим выбором.
Разобравшись во всех подробностях последних месяцев жизни Столетова, командированный в Кедровку из областного уголовного розыска капитан Прохоров полностью восстанавливает последовательность событий. Заварзин и Столетов возвращались с работы на одной платформе. Гасилов ненароком сообщил Заварзину, что его дочь выходит замуж за Петухова. Заварзин передал новость о предстоящем замужестве Столетову, и парень в отчаянии решил срочно встретиться с Людмилой и прыгнул на ходу. Формально произошёл несчастный случай. Тем не менее Прохоров привлекает внимание местных партийных органов к происшествию.

## В ролях
| Актёр                              | Роль                                                                               |
| ---------------------------------- | ---------------------------------------------------------------------------------- |
| Евгений Леонов                     | старший инспектор уголовного розыска, капитан милиции Прохоров Александр Матвеевич |
| Игорь Костолевский                 | Евгений Столетов                                                                   |
| Леонид Марков                      | мастер Гасилов Пётр Петрович                                                       |
| Эммануил Виторган (в титрах Эмиль) | Заварзин Аркадий Леонидович                                                        |
| Лариса Удовиченко                  | Людмила Гасилова                                                                   |
| Владимир Носик                     | участковый инспектор, лейтенант милиции Александр Пилипенко                        |
| Алексей Панькин                    | Андрей Лузгин                                                                      |
| Виктор Проскурин                   | Борис Маслов                                                                       |
| Александр Кавалеров                | Геннадий Попов                                                                     |
| Любовь Полехина                    | Соня Лунина                                                                        |
| Людмила Чурсина                    | Лукьянёнок Анна Егоровна                                                           |
| Николай Парфёнов                   | Суворов Никита Гурьевич                                                            |
| Альберт Филозов                    | Петухов Юрий Сергеевич                                                             |
| Юрий Каюров                        | парторг участка Голубинь Марлен Витольдович                                        |
| Сергей Курилов                     | учитель Радин Викентий Алексеевич                                                  |
| Борис Гусаков                      | начальник лесопункта Сухов Павел Игоревич                                          |
| Валентина Талызина                 | мать Жени Столетова Евгения Сергеевна                                              |
| Дмитрий Шутов                      | дедушка Жени Столетов Егор Семёнович                                               |
| Лидия Савченко                     | Суворова Марья Федоровна                                                           |
| Евгений Быкадоров                  | шофёр Спиридонов Николай Васильевич                                                |
| Елизавета Кузюрина                 | официантка Василиса Дмитриевна                                                     |
| Юрий Сучков                        | Сергей Барышев                                                                     |

В эпизодах
- Михаил Бычков — Лобанов, рабочий
- Ольга Григорьева — жена Заварзина
- Елизавета Никищихина — Елизавета Игнатьевна, воспитательница детского сада
- Прасковья Постникова — Прасковья Ивановна
- Елена Кононенко — Лидия Анисимовна, жена Радина
- Лариса Сёмушкина — Валя, продавщица
- Николай Погодин — рабочий-гармонист
- Владимир Приходько — Притыкин, бригадир лесорубов
- Ирина Могуто — Вероника Андреевна Звягинцева, учительница
- Александр Титов — Иван Фёдорович, смотритель на пристани
- Петя Дегтярёв — Женя Столетов в детстве
- Юра Карякин — Петя Заварзин
- Борис Щербаков — певец с гитарой (нет в титрах)
- Иван Савкин — Панкрат Иванович (нет в титрах)

## Съёмочная группа
- Сценарий Виля Липатова
- Постановка Игоря Шатрова
- Оператор-постановщик — Тимур Зельма
- Художник-постановщик — Александра Конардова
- Стихи Евгения Евтушенко
- Композитор — Евгений Крылатов
- Звукооператор — Сергей Кель
- Государственный симфонический оркестр кинематографии СССР

дирижёр — Константин Кримец
- Директор картины — Р. Федина

## Место съёмок
Съёмки фильма проходили в селе Купанское Переславского района Ярославской области.

## Исполнение песен
- Геннадий Трофимов — все песни: «Песня моя», «Шаги», «Не надо бояться», «Когда человек человека предаст», «Я хочу довести», «Серёжка ольховая».